# NGC 6745-1
NGC 6745-1 (другие обозначения — PGC 62691, UGC 11391, ZWG 229.13, IRAS19000+4040) — галактика в созвездии Лира.
Этот объект не входит в число перечисленных в оригинальной редакции «Нового общего каталога» и был добавлен позднее.